# Oreosolen
Oreosolen es un género con cuatro especies de plantas de flores de la familia Scrophulariaceae. 

## Especies seleccionadas
- Oreosolen schaeferi
- Oreosolen unguiculatus
- Oreosolen wattii
- Oreosolen williamsli

- Datos: Q9052948
- Multimedia: Oreosolen / Q9052948
- Especies: Oreosolen